# Conflicte lingüístic
El conflicte lingüístic és un terme de la sociolingüística que expressa el conflicte o la tensió entre grups en què les diferències idiomàtiques esdevenen el símbol fonamental de l'antagonisme. La llengua constitueix l'element de cohesió primària i fa patent i visible la confrontació hostil. Totes les actuacions de política lingüística, siguin democràtiques o no: (monolingüisme, bilingüisme manteniment de la diglòssia i d'altres), provoquen accions i reaccions entre els grups afectats. L'evolució d'un conflicte d'aquest tipus pot abocar a la substitució lingüística, per assimilació de la cultura dominant, o bé, al contrari, a un reconeixement de la situació cultural del grup en desavantatge i la normalització lingüística.
Conflicte lingüístic és un terme de la sociolingüística que es refereix a la lluita o tensió entre dues o més comunitats lingüístiques per ocupar els diferents àmbits d'ús. Aquest tipus de conflicte es dona en comunitats amb llengües en contacte en què els grups socials exerceixen la seva força per tal d'ocupar més àmbits d'ús en la seva llengua i en què es produeix la invasió d'una llengua en substitució d'una altra. En aquests casos, és difícil que les diferents llengües en contacte convisquin en condicions d'igualtat; així, s'engega un complex procés que deriva cap a la substitució lingüística, per l'assimilació de la llengua dominant, o al contrari, cap a un reconeixement de la llengua dominada i a la seva normalització lingüística.
El conflicte lingüístic no s'ha de manifestar necessàriament en forma d'enfrontaments oberts, manifestacions o baralles públiques. Ans al contrari, més aviat sol fer referència a la disjuntiva en què es troba una persona o una societat a l'hora de defensar o abandonar la pròpia llengua.

## Història
El terme conflicte lingüístic, que va ser utilitzat per primer cop per Ludwig Gumplowicz, va ser popularitzat en els territoris de llengua catalana pel sociòleg valencià Lluís Vicent Aracil, que introduí aquest concepte l'any 1965 amb l'article Conflicte lingüístic i normalització lingüística. Aquest, es considera fundacional d'una nova línia interdisciplinària que vehicula i associa l'estudi sociològic amb el lingüístic. Segons Aracil, calia anar més enllà dels estudis realitzats fins aquell moment per la lingüística: el concepte de diglòssia, formulat per Charles A. Ferguson l'any 1959 i redefinit més tard per Joshua Fishman, es basava en les funcions socials de la llengua, però s'havia de complementar amb la noció de les funcions lingüístiques de la societat; i el fracàs experimentat per Uriel Weinreich a l'hora de justificar la substitució lingüística s'explica perquè la relació establerta entre la llengua i el seu medi cultural i social no era gens precisa.
Aracil definia un model que explicava el multilingüisme social més enllà dels plantejaments diglòssics de Ferguson i Fishman i promulgava que calia cercar un model cibernètic en què les relacions actives entre el sistema lingüístic i el seu medi eren dobles: per una banda, trobem les funcions socials de la llengua i, per l'altra, les funcions lingüístiques de la societat o les estructures i els processos socials relacionats amb la llengua. A més, creia que calia distingir dues funcions lingüístiques fonamentals: la consciència lingüística i el control lingüístic.
Tot aquest conjuminat s'entén que funciona amb una retroalimenació en dos sentits: es produeix una retroalimentació negativa quan un dèficit en les funcions lingüístiques comporta un estrès o conflicte lingüístic que s'haurà de superar i eliminar tot compensant les funcions lingüístiques amb les socials, i d'aquesta manera assolir la normalització lingüística de la llengua minoritzada i debilitada. Aquesta retroalimentació és positiva quan el dèficit en les funcions lingüístiques també es produeix recíprocament en les funcions socials, de tal manera que el conflicte lingüístic en si no s'elimina, sinó que es produeix una substitució lingüística que condueix a l'extinció del sistema lingüístic debilitat. Per a Aracil, el conflicte es produeix no tant per la competència de llengües, sinó pel desajust entre les capacitats i els usos d'una llengua. Així doncs, el conflicte existeix en tant que una llengua no pot satisfer els objectius i les necessitats socioculturals dels seus parlants.
Així mateix, Aracil considera que el factor polític és decisiu en el desenvolupament del conflicte lingüístic, ja que "la política domina o mediatitza, en una considerable mesura, les funcions lingüístiques de la societat, així com bona part de les funcions socials de la llengua". Aquesta fou una aportació molt destacada en l'estudi del contacte de llengües i el conflicte lingüístic, ja que fins aquell moment hi havia la tendència d'analitzar les situacions de diglòssia, bilingüisme, substitució lingüística, etc., de manera no conflictiva. En canvi, d'acord amb la proposta araciliana de cercar les relacions cibernètiques entre la situació lingüística i el seu medi, s'observa que durant el franquisme el factor polític té un paper vertebrador del procés de substitució lingüística de la llengua catalana en els territoris de l'estat espanyol.
A la dècada dels anys setanta, Rafael Ninyoles va difondre el terme de conflicte lingüístic, tot entenent que hi ha una interrelació molt estreta entre el conflicte lingüístic i el conflicte social perquè les diferències idiomàtiques, que sovint coincideixen amb fenòmens de classe i estatus, poden convertir-se en un símbol fonamental d'oposició política. Ninyoles va analitzar el concepte de conflicte lingüístic en la sociolingüística valenciana i hi distingia dos tipus de conflicte: d'una banda, el conflicte latent, que tot i ser una font de malestar els parlants no són conscients de la seva existència, i el conflicte manifest que es dona quan els agents socials han pres consciència del conflicte. A més, Ninyoles identifica una sèrie de prejudicis intralingüístics contradictoris i, alhora, complementaris, que intervenen en una situació de conflicte lingüístic: la idealització verbal i l'autoodi. Mentre que la idealització verbal atribueix valors intrínsecs positius a la llengua minoritzada com a manera de suplir la manca de funcions socials, l'autoodi destaca els valors negatius d'aquesta llengua minoritzada, la qual cosa condueix al rebuig d'aquesta llengua, la negativa d'utilitzar-la i la voluntat d'assimilació a la llengua dominant.
Els models d'Aracil i Ninyoles van tenir un gran èxit en la sociolingüística catalana i van ser presos com a models per a altres llengües com la gallega, la basca o l'occitana. Tanmateix, davant les imprecisions dels conceptes del model d'Aracil i la problemàtica del model de Ninyoles, ja que seguint la seva teoria algunes situacions lingüístiques que en principi no ho són es definirien com a conflictes lingüístics, s'han formulat noves teories com les d'Albert Bastardas i Boada i Jordi Bañeres. Cal afegir també que l'evolució de la situació lingüística del català i la negació de l'existència d'un conflicte lingüístic per les administracions públiques han fet que les teories conflictivistes hagin sofert un estancament durant la dècada dels anys noranta.
A la dècada de 1990, Albert Bastardas i Boada defineix el conflicte lingüístic com la situació que es produeix en una comunitat quan –per motius polítics, econòmics o socioculturals– deixa d'emprar-se la llengua utilitzada històricament i es passa a utilitzar-ne una altra. Aquesta altra llengua sol introduir-se en els àmbits formals com són l'administració, l'ensenyament i els mitjans de comunicació, que són la manera més directa de bilingüitzar una comunitat. La població unilingüe amb una llengua pròpia comença a bilingüitzar-se i s'inicia el procés que pot acabar en l'extinció o en la normalització de la llengua pròpia.
També a la dècada dels noranta, Jordi Bañeres redefineix el model de conflicte lingüístic i en diferencia dues situacions: la tensió lingüística generada quan un agent social col·lectiu és privat d'acomplir els seus interessos (amb la pertorbació social que això pot comportar) i la manifestació extrema de competència social provocada pels diferents grups lingüístics en lluita. Així doncs, el conflicte lingüístic existeix perquè els grups que prenen part en el conflicte tenen consciència de tenir objectius i interessos diferents.

## Llengües en contacte
En contextos de contactes de llengües, és important la qualitat dels àmbits de comunicació ocupats per cadascuna, per motius de prestigi. Partint de l'esquema d'una situació de diglòssia en què es distingeix entre funcions altes i funcions baixes, no és indiferent per a una llengua ocupar-ne unes o les altres.
Quan una llengua ha estat marginada a les funcions baixes (llengua B), com en el cas del català al s. XIX, el següent pas en el procés de substitució lingüística, si no s'opta per la normalització, serà la interrupció de la transmissió intergeneracional de la llengua i la nativització de la llengua que abans era de transmissió només escolar (llengua A).
Encara que els parlants de la llengua B transmetin la llengua a la generació següent, si es produeix una immigració important de parlants de la llengua A, aquesta darrera ocuparà també els àmbits informals propis dels registres col·loquials, i hi competirà amb l'única llengua que hi havia fins aleshores, per això és anomenada llengua B. Aleshores és quan es pot interrompre també la transmissió intergeneracional de la llengua B.
Sigui quin sigui el camí d'arribada de la llengua A a les funcions de la llengua B en una situació diglòssica, el resultat serà que, en els àmbits formals, només hi haurà la llengua A i en els informals n'hi haurà dues, A i B, de manera que l'una servirà per a totes les funcions i l'altra no. Aleshores, la llengua B es trobarà més en perill. És important tenir en compte que, en situacions de contacte de llengües, Aracil considera que sovint hi ha la tendència errònia d'imputar la reculada i/o extinció d'una llengua a la seva "inferioritat" provocada per "defectes intrínsecs" d'aquesta. En qualsevol cas, és recomanable deixar de banda el recurs de les entitats metafísiques habitualment manipulades ideològicament, i estudiar de manera imparcial i objectiva cada situació sociolingüística.

## Anàlisi d'alguns conflictes lingüístics dels Països Catalans

### Reacció davant mesures de normalització lingüística
L'any 1981, es va publicar l'anomenat manifest dels 2.300, en el qual un grup de persones van posar un seguit d'objeccions a la política lingüística començada pel govern català. Des del punt de vista del conflicte lingüístic, es pot destacar del manifest els punts següents:
- Identificació com a grup homogeni caracteritzat per ser no catalanoparlant contraposat a l'altre grup catalanoparlant.
- Expressió de malestar pel canvi que provoquen les mesures de normalització i manifestar que la situació anterior considerada no era conflictiva.
- Considerar que s'inicia un procés de convertir el català com a única llengua oficial com a inici del conflicte.
- Afirmació de la supremacia cultural del grup emigrant a través de considerar el monolingüisme català com a empobriment i destacar l'abast mundial del castellà.
- Denúncia d'una presumpta magnificació de la qüestió de la llengua com a tret fonamental de la cultura i la identitat catalanes, enfront d'altres qüestions de major interès social.
- Adduir la pèrdua de fluïdesa verbal i una menor capacitat d'abstracció i comprensió com a conseqüència d'ensenyar en català als no catalanoparlants.
- Perill de formació de dues comunitats si l'ensenyament es fa només en català.

## Els conflictes lingüístics des de la investigació per la pau i l'anàlisi dels conflictes
Des de la disciplina de la conflictologia, els conflictes lingüístics es poden entendre com la dimensió lingüística dels conflictes socio-polítics. Des d'aquesta perspectiva, especialistes en drets lingüístics com Fernand de Varennes han defensat que la pau lingüística és indispensable per a l'absència de conflictes. Altres autors també han defensat que una gestió deficient del multilingüisme pot ser una de les causes de l'aparició dels conflictes lligats a les injustícies lingüístiques. Fins i tot en situacions de lluita armada, com el cas d'Israel-Palestina, s'ha identificat la dimensió lingüística com una de les claus necessàries per entendre el conflicte.